# Clonazepam

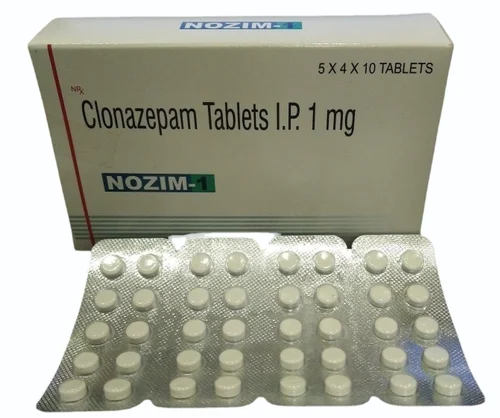
Rivotril

El clonazepam es un fármaco perteneciente al grupo de las benzodiacepinas que actúa sobre el sistema nervioso central, con propiedades ansiolíticas, anticonvulsionantes, miorrelajantes, sedantes, hipnóticas y estabilizadoras del estado de ánimo. Se utiliza como antiepiléptico, es particularmente útil en el tratamiento de crisis de ausencia y ausencias atípicas, y altamente efectivo en cualquier desorden de ansiedad, cómo el TAG, TOC y Ansiedad por Depresión en ciertos casos seguidos por supervisión médica. Tiene un efecto ansiolítico e hipnótico, también como estabilizador del estado de ánimo a corto plazo. Causa amnesia anterógrada, por lo tanto no consumir con alcohol ni conducir vehículos o  maquinaria en primeras dosis o baja tolerancia por seguridad propia y para terceros. En dosis muy altas, o altas con poca tolerancia, causa una fuerte amnesia pudiendo ser total a corto plazo (dependiendo de la vida media de la benzodiazepina sobredosificada), con desinhibición conductual, provocando alta probabilidad de accidentes graves y actividades riesgosas/inesperadas, agresividad en muchos casos de usos recreativos en dosis en exceso. Aunque una sobredosis puede causar esta amnesia por algunos días, si se consume únicamente benzodiazepina es casi imposible la muerte por sobredosis. Puede ser letal en caso de usarse con otras drogas legales como el alcohol, siendo el principal responsable de malas combinacione muy fácil de hacer y muy peligrosa, (otras benzodiacepinas, depresores del SNC, estimulantes y/o analgésicos como Tramadol, Codeína, Morfina, entre otros) causando fallo respiratorio, cardíaco o terminando en ambos como un paro cardiorespiratorio y conllevando a la muerte si no se trata por un paramédico o experto, o con flumazenil, un compuesto que contrarresta el efecto, pero que está disponible solamente en hospitales. En dosis crónicas, altas y a largo plazo, causa deterioro cognitivo (5 mg o más por día, aunque cualquier dosis causa deterioro cognitivo, hablando mal o trabándose en el habla  en ocasiones de forma permanente o algo notable, habiendo, comúnmente, dependientes que superan los 6 mg/día). Es ampliamente usado en distintas partes del mundo como Norteamérica (principalmente Estados Unidos y México), gran parte de Europa (como España) y muchos otros países, siendo algunos de ellos permisivos e incluso minimizando la dependencia de algunos pacientes (por ejemplo, adultos de la tercera edad, personas sin apoyo psicológico, personas con episodios considerados como síntomas de enfermedades psiquiátricas por diagnóstico a criterio del médico). Se pueden encontrar múltiples experiencias anecdóticas y científicas de pacientes (médicos, entre otros) indicando la dificultad al dejar la dependencia. Cuanto más alta es la dosis más difícil es dejarla, siendo una retirada total peligrosa para el paciente. Al igual que el alcohol y los barbitúricos (los cuales también trabajan básicamente con el sistema GABA [ácido gamma-aminobutírico]), la abstinencia puede causar, entre otros, efectos colaterales, delirium tremens, convulsiones, temblores, espasmos, coma, problemas cardiovasculares y, en caso de retirada abrupta, incluso la muerte. Esto depende del tiempo de consumo y la dosis equivalente del fármaco, pudiendo ser 20 mg = 1-2 mg en diferentes benzodiacepinas respecto a la dosis administrada y el efecto causado, complicándose en casos de polidrogodependencia. 
Es adictivo, produciendo alta tolerancia, y un inevitable síndrome de abstinencia después de su uso crónico en un largo plazo, agravado por el uso y abuso continuo del medicamento (véase síndrome de abstinencia de las benzodiacepinas), por lo cual, generalmente se administra por periodos breves, si bien hay algunos casos de tratamientos prolongados o crónicos, por episodios epilépticos o de ansiedad/pánico severos. Suele utilizarse junto con antidepresivos, para atenuar sus primeros efectos secundarios: dar bienestar, tranquilidad, sedar, a veces generando cierta euforia al paciente. El tratamiento, generalmente serotoninérgico, ejerce efectos neuroplásticos. También se ha utilizado en casos de urgencia en pacientes que padecen trastorno bipolar o trastorno de ansiedad, pero se recomienda suspender su uso en algún momento o sustituirlo por una alternativa más segura. Ha sido utilizado por criminales para dormir a sus víctimas.

## Mecanismo de acción
Clonazepam es un modulador alostérico del receptor GABA tipo A, por consiguiente, provoca un aumento en la actividad de este neurotransmisor. Al ser su blanco farmacológico el receptor GABA ocasiona que, al unirse a éste, aumente la frecuencia de apertura de los canales iónicos del cloro, lo que conlleva a una hiperpolarización y disminución de la despolarización de neuronas. Esto a su vez, disminuye los potenciales de acción nerviosa.
Su efecto ansiolítico lo logran al inhibir la sinapsis en el sistema límbico (encargado de controlar el comportamiento emocional).
Su efecto relacionado con el sueño ocurre debido a que prolonga la fase 2 del sueño no REM y disminuye la duración del sueño REM y del sueño de ondas lentas.

## Farmacocinética
Se absorbe en el tracto gastrointestinal. Su biodisponibilidad es del 90 %. Tiene una afinidad a las proteínas del 85 %. La eliminación del fármaco es lenta ya que los metabolitos activos pueden permanecer en la sangre varios días e incluso semanas, con efectos persistentes. Se absorbe con relativa lentitud, su biodisponibilidad es del 82 al 98 %, su concentración plasmática máxima es de 3-12 horas. El tiempo para que aparezca la acción tras la administración oral es de 20-60 minutos con una duración de la misma de 6-8 horas en niños y hasta 12 horas en los adultos. El clonazepam es de vida media intermedia, fluctuando entre las 30 y las 40 horas. Su unión a las proteínas es alta; se metaboliza en el hígado (por la vía del CP450 y CYP3A4) y se excreta por vía renal.
El clonazepam se indica para el tratamiento de:
- trastornos de ansiedad (por ejemplo, la fobia social) como ansiolítico[3] y el trastorno de pánico[4]
- trastornos del sueño como el sonambulismo.
- ausencias de tipo epiléptico (refractarias a las succinamidas o al ácido valproico),
- crisis convulsivas tonicoclónicas (generalmente asociadas con otro anticonvulsivo),
- trastorno bipolar
- TAG
- síndrome de abstinencia alcohólica[5]

## Interacciones
Se deben evitar cantidades excesivas de té o café.
El uso de este medicamento afecta la capacidad para conducir y otras actividades, por lo que se recomienda no realizar estas actividades durante su uso.
El uso de alcohol potencia la sedación de ambos, causando un efecto sinérgico y depresor altamente peligroso.
El uso con estimulantes del SNC puede ser útil en sobredosis, aunque no se recomienda el uso continuado por los altos potenciales de adicción y dependencia.

## Contraindicaciones
El clonazepam no debe utilizarse en pacientes con antecedentes de hipersensibilidad a las benzodiazepinas, con evidencia clínica o bioquímica de enfermedad hepática significativa ni con insuficiencia respiratoria grave. Puede emplearse en pacientes con glaucoma de ángulo abierto sometidos a una terapia adecuada, pero está contraindicado en el glaucoma agudo de ángulo estrecho.
No ingerir alcohol durante su administración.
El uso concomitante de clonazepam con barbitúricos, anticonvulsionantes, entre otros está prohibido ya que puede causar depresión respiratoria.
Evitar durante el período de lactancia y embarazo (categoría C).
Indicar al médico si se toma junto con omeprazol ya que aumenta la vida media de ambos medicamentos.
La ingesta de pomelo (toronja), puede afectar al metabolismo del clonazepam.
La iniciación o suspensión brusca de la administración de clonazepam en pacientes con epilepsia o antecedentes de epilepsia precipita una crisis convulsiva.

## Sobredosis
Los síntomas del clonazepam, similares a los causados por otros depresores del sistema nervioso central, incluyen somnolencia, confusión, coma, náuseas, disminución de los reflejos, hipotensión, paro respiratorio y en casos extremos, con dosis excesivamente altas, o con uso concomitante de depresores, la muerte. El antídoto actual es un antagonista denominado flumazenil, que es administrado por médicos y anestesistas exclusivamente en el ámbito hospitalario.
En caso de sobredosis comunicarse inmediatamente al servicio de urgencias.
Anteriormente se utilizaba el uso de dosis calculadas de estimulantes como las anfetaminas; entre otros, para revertir efectos potencialmente mortales como la depresión respiratoria; sin embargo, ya no es aconsejable, en virtud de sus efectos secundarios sobre el SNC y la tensión arterial, esto siendo particularmente perjudicial en personas con afecciones cardiovasculares.

## Reacciones adversas
El clonazepam actúa de manera general como un depresor de las funciones del sistema nervioso central. Paralelamente a su efecto anticonvulsivo produce cansancio y debilidad no habituales, somnolencia, relajación de la musculatura, sensación de mareo, trastornos del equilibrio, inseguridad motriz y dificultades en la coordinación psicomotora (ataxia), retardo en los tiempos de reacción ante un estímulo y deterioro en las funciones cognitivas (principalmente amnesia anterógrada y dificultades de atención y concentración).
Con menor frecuencia, se describen también efectos paradojales (en el sentido de que parecen apuntar a la dirección opuesta del perseguido efecto relajante y ansiolítico) tales como excitabilidad, nerviosismo, inquietud, comportamiento agresivo u hostil, estados de pánico, trastornos del sueño, pesadillas, etc.
Los pacientes geriátricos y debilitados, niños y pacientes con trastornos hepáticos, son más sensibles a los efectos de las benzodiazepinas sobre el SNC.
El clonazepam, y todos los agentes benzodiazepínicos en general, tienen contraindicación parcial en casos de TDAH, ya que tienden a producir un efecto paradójico en este grupo de pacientes, exacerbando los síntomas de hiperactividad e impulsividad, además del potencial efecto negativo sobre la atención, la memoria de trabajo y las funciones ejecutivas en general.
Es importante recordar que es recomendable que el clonazepam ―así como cualquier otra benzodiazepina― sea consumido solo por periodos cortos (2 a 4 semanas como máximo) debido al riesgo de generar tolerancia y dependencia física por el consumo a largo plazo. Los posibles síntomas del síndrome de abstinencia que probablemente aparezca tras el retiro abrupto (existiendo consumidores que tienen años de consumo diario) o discontinuación son: ansiedad, pérdida de la memoria, distorsión de los sentidos y en raros casos psicosis y convulsiones.

## Química

Un esquema de síntesis para la producción de clonazepam